# Хенри V (филм из 1989)
Хенри V (енгл. Henry V) је британски историјско-драмски филм из 1989. године, режисера и сценаристе Кенета Бране, заснован на истоименој драми Вилијама Шекспира. Насловну улогу у филму тумачи Брана као Хенри V Енглески, док су у споредним улогама Пол Скофилд, Дерек Џејкоби, Ијан Холм, Ема Томпсон, Алек Макоуен, Џуди Денч и Кристијан Бејл. Радња је смештена у јеку Стогодишњег рата 1415. године, док млади краљ Хенри започиње освајање Француске.
Филм је наишао на изузетно позитивне рецензије критичара и сматра се једном од најбољих филмских адаптација Шекспира икада снимљених. Поред бројних награда, Хенри V је освојио Оскара за најбољу костимографију, док је био номинован у категоријама за најбољу режију и најбољег глумца (Брана).

## Радња
Филм почиње појављивањем Хора, који је у овом случају одевен у савремену одећу, и он представља тему представе. Шета празним филмским студиом и завршава свој монолог отварањем врата како би започела главна радња. Хор се током филма више пута поново појављује, а његови говори помажу у објашњавању и напредовању радње.
Подела на чинове у наставку одговара оригиналној драми, а не филму.

### Први чин
Почетак 15. века у Енглеској: епископ елски и надбискуп кентерберијски удружују се како би одвратили младог краља Хенрија V од доношења уредбе која би могла одузети имовину цркви. Договарају се да га убеде да започне инвазију на Француску. Кентербери се појављује у престоној дворани и објашњава краљевим саветницима да Хенри има право на француски престо, наводећи да Салијски законик у Француској неправедно спречава његово право и да га треба занемарити. Уз подршку племића Ексетера и Вестморланда, свештеници успевају да убеде Хенрија да објави рат Француској уколико му се не призна право на круну.
Хенри позива Монтџоја, представника дофена. Дофенов надмени одговор стиже у виду кутије пуне тениских лоптица. Ексетер, који отвара кутију, згранут је, али Хенри у почетку прима увреду хладнокрвно. Потом изјављује своју одлучност да нападне Француску, отпушта амбасадора и почиње да планира војну кампању.
Џон Фалстаф се разболева у гостионици госпође Журке. Његови пријатељи Бардолф, Пиштољ и Ним присећају се лепих времена које су провели са Хенријем пре него што је постао краљ, а који их је касније све одбацио.

### Други чин
Хенри преваром наводи тројицу високих издајника да сами изрекну своју казну, тако што им поставља питање у вези с човеком који је пијан викао увреде на његов рачун на улици. Када му саветују да покаже немилосрдност према овом ситном преступнику, краљ открива да зна за њихову заверу. Издајници покушавају да извуку своје бодеже, али их Хенријеви одани племићи брзо савладају. Ексетер их хапси због велеиздаје, а Хенри наређује њихову погубљење пре него што пређе Ламанш. Фалстаф умире, а Бардолф, Пиштољ, Ним и Фалстафов паж Робин одлазе у Француску.
У међувремену, у Француској, краљ Шарл VI и његови племићи расправљају о Хенријевим претњама. Дофен (представљен као тврдоглав и кукавица) тврди да се не плаши Хенрија, али су Шарл и француски констабл забринути због Хенријевих ратничких предака и претходних успешних енглеских инвазија. Ексетер стиже на француски двор у пуном оклопу. Саопштава да Хенри захтева француску круну и да је спреман да је узме силом ако му се ускрати, те уручује увредљиву поруку дофену. Краљ Шарл каже Ексетеру да ће му одговор дати сутра.

### Трећи чин
Краљ Хенри држи говор својим војницима како би им подигао морал и започиње напад на утврђени град Арфлер. Пошто дофен не успева да на време пошаље појачање, гувернер града се предаје у замену за обећање да становништву Арфлера неће бити учињена никаква штета. Хенри наређује Ексетеру да обнови градске утврде.
Катарина, француска принцеза која је била обећана Хенрију у брак пре почетка рата, моли своју дворкињу Алис да је научи неколико енглеских речи за делове тела. Оне погрешно изговарају речи ради комичног ефекта и шале се да реч foot (стопало) звучи непристојно на француском. У једном тихом тренутку, Катарина посматра свог оца и његове дворјане и запажа колико су забринути. Краљ Шарл коначно наређује својим племићима да се сукобе са Хенријевом војском, зауставе њихово напредовање и доведу Хенрија као заробљеника.
Енглеска војска се тешко пробија ка Калеу, кроз лоше време и болест. Бардолф бива обешен због пљачкања цркве. Француски хералд Монтџој стиже и захтева да Хенри плати откуп за своју особу или да доведе у опасност и себе и целу војску. Хенри одбија, одговарајући да је чак и његова ослабљена и оболела војска довољна да одбије француски напад.

### Четврти чин
У бучном француском логору, у ноћи уочи битке код Азенкура (1415), француски племићи нестрпљиво ишчекују јутро, а јасно је да дофена остали племићи не подносе. У знатно тишем и озбиљнијем енглеском логору, краљ Хенри, након кратког сусрета са својом браћом, Глостером и Бедфордом, и сер Томасом Ерпингамом, одлучује да провери стање међу својим војницима и прерушен почиње да обилази логор. Среће Пиштоља, који га не препознаје. Недуго затим, наилази на групу војника, међу којима су Бејтс и Вилијамс, са којима започиње расправу о сопственој одговорности за смрт војника у предстојећој бици. Са Вилијамсом се готово потуче и договарају се да се сутра, ако преживе, обрачунају у двобоју. Када га војници оставе самог, Хенри изговара монолог о терету краљевске власти и моли се Богу за помоћ.
Следећег јутра, енглеска војска је бројчано надјачана пет према један. Хенри охрабрује своје војнике говором поводом празника Светог Криспина и бесно одбија поновљену дофенову понуду откупа коју му преноси Монтџој. Битка почиње јуришом француске коњице, али их енглески стрелци и противнапад сатру пре него што стигну до њихових линија. Када француски констабл погине, збуњене француске вође схватају да је битка изгубљена и очајнички покушавају нешто да учине. Неки од њих пробијају се иза непријатељских линија и, изгубивши сваку наду у победу, крше витешки кодекс тако што убијају младе и ненаоружане енглеске пажеве (укључујући Робина) и пале енглеске шаторе. Хенри и његов официр Флуелин наилазе на покољ и остају згрожени чак и када Монтџој стигне са вешћу о француској предаји.
Хенри враћа Вилијамсу његову рукавицу, овога пута без прерушавања, а Вилијамс је шокиран када схвата да је човек са којим се препирао претходне вечери био сам краљ.
Чин се завршава четвороминутним снимком у једном кадру, док се пева Non nobis, а мртви и рањени односе са бојишта. Сам Хенри носи Робиново тело.

### Пети чин
На крају се воде преговори да Хенри буде проглашен краљем и Енглеске и Француске. Док француска и енглеска краљевска делегација преговарају о уговору из Троа, праве кратку паузу током које Хенри насамо разговара са Катарином. Он је уверава да ће браком са француском принцезом показати поштовање према француском народу, и отворено јој изјављује љубав. Делегације се враћају, а Хенри објављује наду у дуготрајан мир и уједињење два краљевства. Филм се завршава наступом Хора, који описује историјски развој догађаја након приказаних дешавања, завршавајући са губитком француске круне под Хенријем VI.

## Улоге
| Глумац                 | Улога                    |
| ---------------------- | ------------------------ |
| Кенет Брана            | Хенри V Енглески         |
| Пол Скофилд            | Шарл VI Француски        |
| Дерек Џејкоби          | Хор                      |
| Ијан Холм              | Флуелин                  |
| Брајан Блесид          | војвода од Ексетера      |
| Ема Томпсон            | принцеза Катарина        |
| Џуди Денч              | госпођа Журка            |
| Кристијан Бејл         | Робин                    |
| Роби Колтрејн          | сер Џон Фалстаф          |
| Алек Макоуен           | епископ елски            |
| Џејмс Ларкин           | војвода од Бедфорда      |
| Сајмон Шеперд          | војвода од Глостера      |
| Џејмс Симонс           | војвода од Јорка         |
| Чарлс Кеј              | надбискуп кентерберијски |
| Пол Грегори            | гроф од Вестморланда     |
| Николас Фергусон       | гроф од Ворвика          |
| Том Вајтхаус           | Џон Талбот               |
| Фабијан Картрајт       | гроф од Кембриџа         |
| Стивен Симс            | лорд Скруп               |
| Џеј Вилијерс           | сер Томас Греј           |
| Едвард Џусбери         | сер Томас Ерпингам       |
| Данијел Веб            | Гавер                    |
| Џими Јуил              | Џеми                     |
| Џон Сешнс              | Макморис                 |
| Шон Прендергаст        | Бејтс                    |
| Патрик Дојл            | Корт                     |
| Мајкл Вилијамс         | Мајкл Вилијамс           |
| Ричард Брирс           | Бардолф                  |
| Џефри Хачингс          | Ним                      |
| Роберт Стивенс         | Пиштољ                   |
| Мајкл Малони           | дофен                    |
| Ричард Клифорд         | војвода од Орлеана       |
| Најџел Гривс           | војвода од Берија        |
| Џулијан Гартсајд       | војвода од Бретање       |
| Харолд Иносент         | војвода од Бургундије    |
| Ричард Истон           | француски констабл       |
| Колин Херли            | Гранпре                  |
| Џералдина Макјуан      | Алис                     |
| Дејвид Лојд Мередит    | гувернер Арфлера         |
| Кристофер Рејвенскрофт | Монтџој                  |
| Дејвид Парфит          | гласник                  |